# Милард
Окръг Милард (на английски: Millard County) е окръг в щата Юта, Съединени американски щати. Площта му е 17 684 km², а населението – 12 503 души (2010). Административен център е град Филмор.